# Orde van de Kroon van Wijnruit

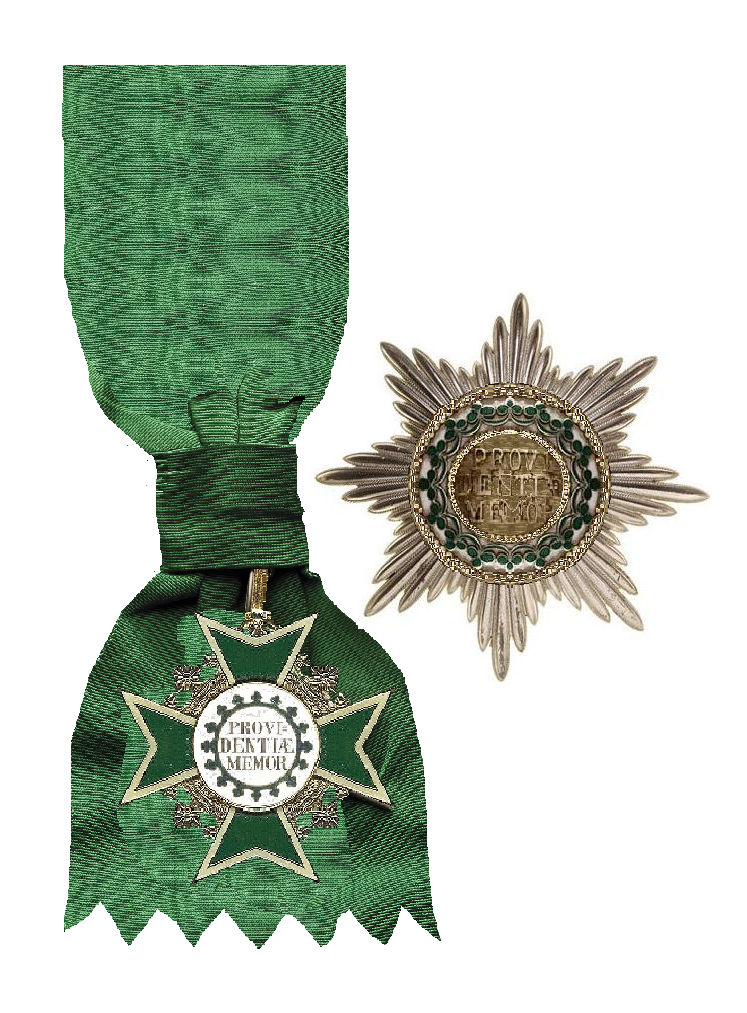
Kruis, lint en ster.

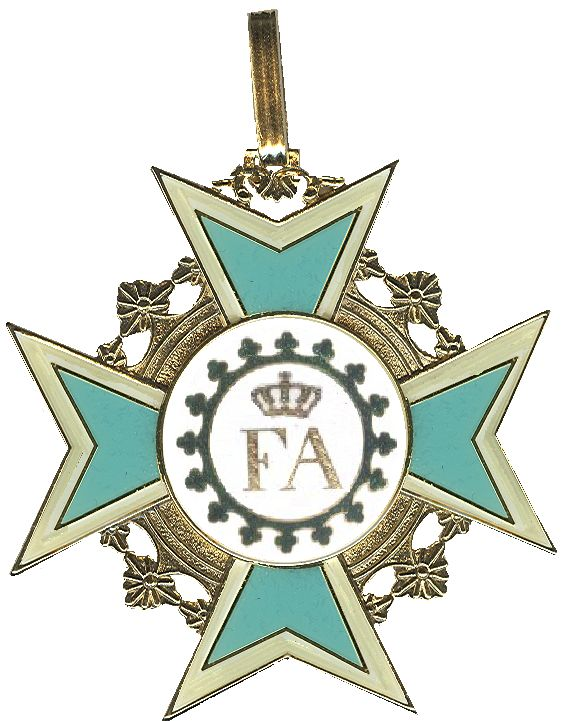
Voorzijde van het kleinood. Particuliere verzameling, Groningen.

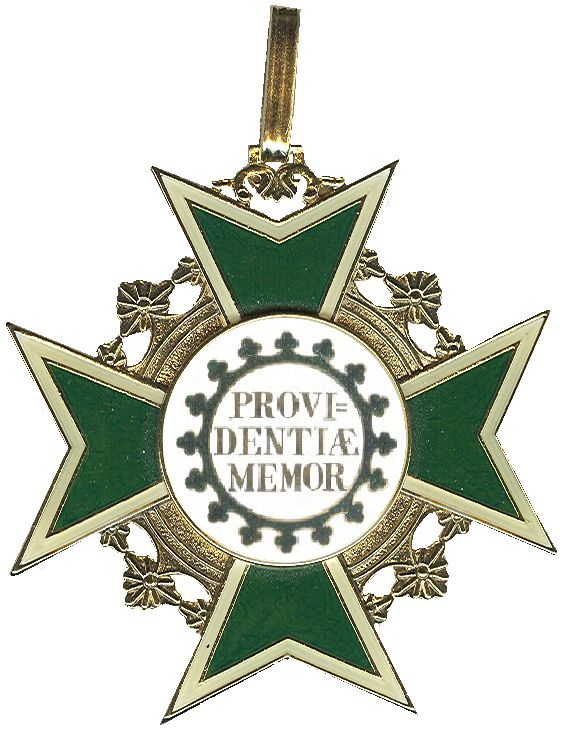
Achterzijde van het kleinood. De emaille is groener dan gebruikelijk. Particuliere verzameling, Groningen.

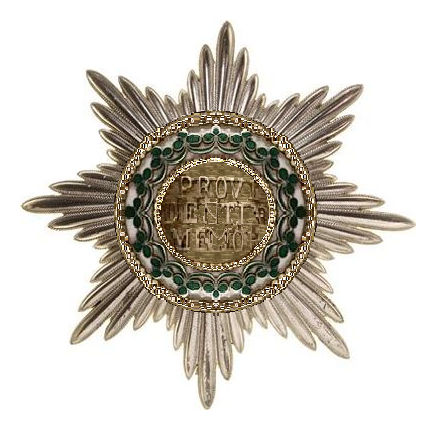
Ster uit de 19e eeuw. Particuliere verzameling, Groningen.

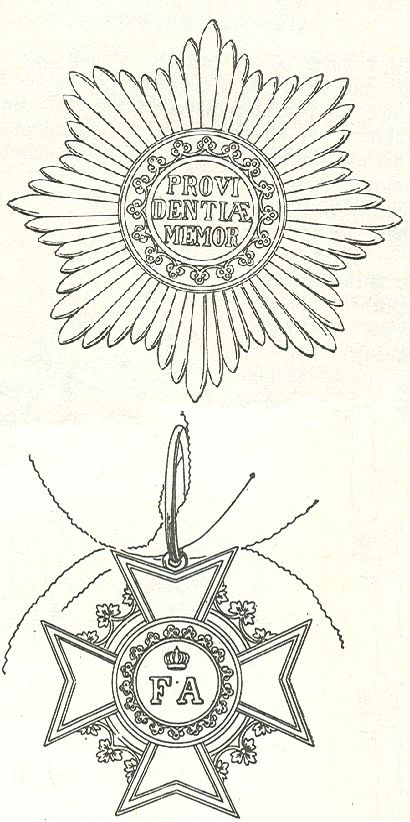
Kruis en ster volgens Gritzner

De Orde van de Kroon van Wijnruit (Duits: Orden der Rautenkrone) was de Grote Orde van het Koninkrijk Saksen. De orde werd in 1807 door de eerste Saksische koning, Frederik Augustus I gesticht. Deze eerste Saksische koning bezat alleen een militaire orde, De Militaire Orde van Sint-Hendrik en had in de napoleontische periode met zijn drukke diplomatieke verkeer behoefte aan een civiele ridderorde.
De orde werd tijdens een bezoek van Napoleon I, op de terugweg naar Parijs na het sluiten van het Verdrag van Tilsit, aan Dresden gesticht.
De "Rautenkranz" is sinds 1181 een deel van het wapen der Askaniërs. In dat jaar zou Bernard, hertog van Saksen, voor keizer Frederik I verschenen zijn. Volgens het gebruik van zijn tijd zou de Saksische hertog zijn wapenschild tijdens de audiëntie hebben vastgehouden. Wapenschilden waren in het midden van de 12e eeuw beschilderd met een patroon van kleuren en figuren zoals leeuwen en adelaars waaruit later de heraldische wapenschilden zijn ontstaan. De keizer droeg, vanwege de hitte, een krans van wijnruit op zijn hoofd die hij aflegde en op het schild, toen met alleen beladen met de tien balken or en sabel van Ballenstedt (heraldisch jargon voor "zwarte en gouden balken"), plaatste. Zo ontstond, volgens de legende, het Saksische wapen.
Er zijn geen aanwijzingen dat de eigenschappen die men al sinds de oudheid aan de wijnruit heeft toegeschreven een rol bij de vermeerdering van het wapen der Askaniërs heeft gespeeld. Het bittere grijze kruid zou magische en zuiverende krachten bezitten.
De wijnruitkroon is deel van de wapens van tal van vorsten. Niet alleen de Saksische hertogen zoals de hertogen van Saksen-Weimar, Saksen-Altenburg, Saksen-Coburg-Gotha en Saksen-Meiningen, ook de jongere (Pruisische) tak van de Hohenzollern en het Huis Liechtenstein voeren een Wijnruitkroon in het wapen. De kroon komt daarom ook op diverse ridderorden zoals de Hertogelijk Saksen-Ernestinische-Huisorde en de Huisorde van Albrecht de Beer van Anhalt. Ook in Anhalt regeren immers Askaniërs.

## De versierselen
Het kleinood is een groen of grijzig geëmailleerd gouden of verguld zilveren kruis van Malta met acht punten. De rand van het kruis zijn wit. In de armen van het kruis liggen vier gouden kronen, ieder met een drie fleurons in de vorm van gestileerde wijnruitbladeren. Het grote centrale medaillon draagt de initialen van de stichter "FA" en is omringd door een groene krans van wijnruit. Op de keerzijde staat in het medaillon het motto van de orde.
Sommige kleinoden wijken af van de gebruikelijke grijsgroene kleur en zijn door de juweliers met een veel donkerder emaille beschilderd. Ze passen zo beter bij het lint. De door de Saksische koning in de eerste jaren van de 20e eeuw verleende kruisen waren grijsgroen.
De ster is van zilver, soms van verguld zilver, en heeft acht punten. Het gouden medaillon draagt het motto "PROVIDENTIAE MEMOR" (met dank aan de voorzienigheid) binnen een ring van groene wijnruitbladeren. Tot in het midden van de 19e eeuw werden sterren geborduurd, daarna waren zij van verguld zilver. Er zijn ook geperste sterren van dun zilverblik, een uiterst dunne plaat zilver, bekend die voor de stevigheid met zegellak werden gevuld. Dergelijke goedkope sterren voldeden in de praktijk niet.
Het lint is grasgroen. Men draagt het kleinood aan dit lint, dat zo breed als een hand is, op de linkerheup.
Er was voor de ridders geen keten. Dat is uitzonderlijk voor een "Grote Orde" die immers de Koninklijk Saksische evenknie is van orden als de Hoge Orde van de Zwarte Adelaar en de Orde van de Olifant. Alleen de Saksische koninklijke prinsen droegen op bijzondere dagen een uit met schakels aan elkaar verbonden letters die samen het motto van de orde vormden. Een dergelijke keten is 43 centimeter lang.
Men draagt de orde als miniatuur op een rokkostuum of als baton op een uniform. Ook kleine sterren werden wel als knoopsgatversiering, of dasspeld, gedragen. De modelversierselen zijn zoals in Saksen gebruikelijk vrij groot. De ster heeft en doorsnede van tien centimeter en het zilveren kleinood weegt 80 gram.
Tussen 1807 en 1918 werd de orde 431 maal verleend. De versierselen zijn daarom zeldzaam en van kostbaar materiaal vervaardigd. In 2008 kostte een kleinood €22.500,-. Een ster moet evenveel opbrengen. Er zijn diverse juweliers bekend die sterren en kleinoden hebben geleverd. De sterren en kleinoden moesten na de dood van de gedecoreerde worden teruggestuurd aan de kanselarij, na de val van de monarchie aan de "Vermögensverwaltung Sr. Maj. des vorm. Königs von Sachsen" die desgevraagd soms van teruggave afzag. Veel Europese vorsten bezaten de orde die ook voorkomt op de
Lijst van ridderorden van Wilhelm II van Duitsland.
De koning van Saksen was de grootmeester, in deze functie is hij opgevolgd door de in 1926 geboren Maria Emanuel, Markies van Meissen en titulair koning van Saksen.